# Virtual Rabbit
Virtual Rabbit – trzeci solowy album studyjny Susumu Hirasawy, wydany w Japonii 25 maja 1991 roku przez Polydor Records.
Album został wydany ponownie dwukrotnie przez Universal Music Japan: 24 września 2014 roku (SHM-CD) oraz 2 grudnia 2020 roku na 180-gramowej płycie winylowej.

## Lista utworów
Wszystkie utwory zostały napisane, skomponowane i zaaranżowane przez Susumu Hirasawę.
| CD  | CD | CD      |
| Nr  | Tytuł utworu | Długość |
| --- | --- | ------- |
| 1.  | „Arashi no umi” (jap. 嵐の海, ang. Stormy Sea)                                                                            | 3:32    |
| 2.  | „Bandiria ryōkōdan” (jap. バンディリア旅行団, ang. Bandiria Travellers)                                                   | 5:00    |
| 3.  | „Waga Shin no washi yo, tsuki wo ubau na” (jap. 我が心の鷲よ 月を奪うな, ang. Hawk In My Heart, Don't Take The Moon Away) | 3:31    |
| 4.  | „Virtual Rabbit” (jap. ヴァーチュアル・ラビット)                                                                          | 3:15    |
| 5.  | „UNDO o dōzo” (jap. UNDOをどうぞ, ang. Please Push "UNDO" Key)                                                            | 4:08    |
| 6.  | „Sanchō harete” (jap. 山頂晴れて, ang. Clear Mountain Top)                                                                | 4:09    |
| 7.  | „Shizuka no umi” (jap. 静かの海, ang. Quiet Sea)                                                                          | 3:25    |
| 8.  | „Shi no nai otoko” (jap. 死のない男, ang. Immortal Man)                                                                   | 2:56    |
| 9.  | „Taiyō no ki” (jap. 太陽の木, ang. A Tree Of Sun)                                                                         | 5:55    |
| 10. | „Russian Tobiscope” (jap. ロシアン・トビスコープ)                                                                         | 1:55    |
|     | | 37:46   |